# Larry Abbott
Laurence Frederick Abbott (nacido en 1950) es un neurocientífico teórico estadounidense, actualmente catedrático William Bloor de Neurociencia Teórica en la Universidad de Columbia, donde ayudó a crear el Centro de Neurociencia Teórica. Se le considera uno de los líderes de la neurociencia teórica y es coautor, junto con Peter Dayan, del primer libro de texto completo sobre esta disciplina, que se considera el texto de referencia para estudiantes e investigadores noveles. Junto con Eve Marder, ayudó a inventar el método de la pinza dinámica.
Abbott ha recibido numerosos premios por su trabajo en este campo, entre ellos los de miembro de la Academia Nacional de Ciencias y de la Academia Estadounidense de las Artes y las Ciencias. En 2010 recibió el Premio Swartz de Neurociencia Teórica y Computacional. En 2022 recibió el Premio Gruber de Neurociencia. En 2024 recibió el Premio The Brain por sus contribuciones a la neurociencia teórica, junto con Terrence Sejnowski y Haim Sompolinsky.

## Biografía
Abbott estudió en el Oberlin College de 1968 a 1971, donde se licenció en Física. Posteriormente, cursó estudios de posgrado en la Universidad Brandeis, donde se doctoró en Física entre 1973 y 1977.

## Carrera científica
Posteriormente, trabajó en física teórica de partículas como investigador asociado en el Stanford Linear Accelerator Center de 1977 a 1979, como asociado científico en la división de Teoría del CERN de 1980 a 1981 y como profesor titular en el departamento de Física de Brandeis de 1979 a 2005. Abbott inició su transición a la investigación en neurociencia en 1989, se incorporó al Departamento de Biología de Brandeis en 1993 y fue codirector del Centro Sloan de Neurobiología Teórica de Brandeis de 1994 a 2002, director del Centro Nacional Volen de Sistemas Complejos de Brandeis de 1997 a 2002 y profesor visitante en el Centro Sloan de Neurociencia Teórica de la UCSF de 1994 a 2002. En Brandeis, ocupó los cargos de profesor de Neurociencia Nancy Lurie Marks (1997-2002) y de profesor de Neurociencia Zalman Abraham Kekst (2003-2005). En 2005, se incorporó al cuerpo docente de la Universidad de Columbia, donde actualmente es miembro de los departamentos de Neurociencia y Fisiología y Biofísica Celular. Es codirector del Centro de Neurociencia Teórica. Desde 2015 es investigador sénior en el HHMI Janelia Farm Research Campus.

## Publicaciones seleccionadas
- Abbott, L. F.; Varela, J. A.; Sen, Kamal; Nelson, S. B. (10 de enero de 1997). «Synaptic Depression and Cortical Gain Control». Science (en inglés) 275 (5297): 221-224. ISSN 0036-8075. PMID 8985017. doi:10.1126/science.275.5297.221.
- Song, Sen; Miller, Kenneth D.; Abbott, L. F. (September 2000). «Competitive Hebbian learning through spike-timing-dependent synaptic plasticity». Nature Neuroscience (en inglés) 3 (9): 919-926. ISSN 1546-1726. PMID 10966623. doi:10.1038/78829.
- Sussillo, David; Abbott, L.F. (August 2009). «Generating Coherent Patterns of Activity from Chaotic Neural Networks». Neuron 63 (4): 544-557. PMC 2756108. PMID 19709635. doi:10.1016/j.neuron.2009.07.018.
- Rajan, Kanaka; Abbott, L. F.; Sompolinsky, Haim (7 de julio de 2010). «Stimulus-dependent suppression of chaos in recurrent neural networks». Physical Review E 82 (1): 011903. Bibcode:2010PhRvE..82a1903R. PMC 10683875. PMID 20866644. arXiv:0912.3513. doi:10.1103/PhysRevE.82.011903.
- Vogels, T. P.; Abbott, L. (22 de marzo de 2009). «Gating multiple signals through detailed balance of excitation and inhibition in spiking networks». Nature Neuroscience 12 (4): 483-491. PMC 2693069. PMID 19305402. doi:10.1038/nn.2276.
- Rajan, Kanaka; Abbott, L. F. (2 de noviembre de 2006). «Eigenvalue Spectra of Random Matrices for Neural Networks». Physical Review Letters 97 (18): 188104. Bibcode:2006PhRvL..97r8104R. PMID 17155583. doi:10.1103/PhysRevLett.97.188104.

## Premios, distinciones y afiliaciones
- El premio Cerebro 2024
- Premio Gruber de Neurociencia 2022
- Premio Pionero del Director de los Institutos Nacionales de Salud[10]
- Premio Swartz[11]
- Premio de Neurociencia Matemática de Israel Brain Technologies.[12]
- Primer Premio Anual en Neurociencia Matemática.
- Premio al Mentor del Año del Irving Institute.
- Miembro de la Academia Nacional de Ciencias[13]
- Miembro del Instituto Kavli de Ciencias del Cerebro
- Miembro del Centro de Neurona Motora de la Universidad de Columbia
- Investigador Principal del HHMI Janelia Farm Research Campus
- Academia Estadounidense de las Artes y las Ciencias
- Miembro de la Asociación Estadounidense para el Avance de la Ciencia
- Comité Directivo del Centro Safra de Ciencias del Cerebro de la Universidad Hebrea
- Panel Asesor Científico de la Unidad Gatsby de la UCL
- Consejo Asesor del Departamento de Física de la Universidad de Princeton
- Comité de Selección de Académicos, Fundación McKnight
- Consejo Asesor de Mindscope, Instituto Allen de Ciencias del Cerebro
- Consejo Asesor Científico, Programa de Neurociencia Champalimaud
- Comité Visitante de Ciencias Cognitivas y del Cerebro, MIT
- Comité Asesor Científico y Académico, Instituto Weizmann
- Comité Ejecutivo, Colaboración Simons sobre el Cerebro Global

## Obras publicadas
- Prinz, Astrid A.; Abbott, L.F.; Marder, Eve (April 2004). «The dynamic clamp comes of age». Trends in Neurosciences (Elsevier) 27 (4): 218-224. PMID 15046881. doi:10.1016/j.tins.2004.02.004. Archivado desde el original el 8 de mayo de 2014. Consultado el 15 de mayo de 2015.